# Musa aurantiaca
Musa aurantiaca är en enhjärtbladig växtart som beskrevs av Gustav Mann och Baker. Musa aurantiaca ingår i släktet bananer, och familjen bananväxter. Inga underarter finns listade i Catalogue of Life.